# James Thomas Beale
James Thomas (J. Thomas "Tom") Beale (1947) é um matemático estadunidense, especializado em dinâmica de fluidos, equações diferenciais parciais e análise numérica.
J. Thomas Beale cresceu em Savannah, Geórgia. Em 1967 obteve a graduação no Instituto de Tecnologia da Califórnia (Caltech) com um bacharelado em matemática. Em 1973 obteve um PhD em matemática pela Universidade Stanford, com a tese Purely imaginary scattering frequencies for exterior domains, orientado por Ralph Phillips. Logo após receber o PhD tornou-se membro do corpo docente da Universidade Tulane. Em 1983 demitiu-se da Universidade Tulane e tornou-se professor da Universidade Duke, onde aposentou-se em 2016.
Seu artigo de 1984 com Tosio Kato e Andrew Majda, Remarks on the breakdown of smooth solutions for the 3-D Euler equations (Comm. Math. Phys. 94 (1984), no. 1, 61–66) foi um resultado muito influente no estudo de singularidades em fluxos de fluidos — um dos problemas restantes em aberto nos problemas do Milênio do Clay Institute. Tem mais de 50 publicações científicas com muitos colaboradores e abrangendo áreas como ondas de água, métodos de vórtices, modelos quasi-geostróficos da atmosfera e oceanos, métodos de divisão numérica e trabalhos recentes em métodos computacionais para integrais quase singulares.
Foi palestrante convidado do Congresso Internacional de Matemáticos em Zurique (1994: Analytical and numerical aspects of fluid interfaces).
Sua pesquisa centrou-se em modelos matemáticos de problemas científicos básicos, geralmente descritos por equações diferenciais parciais, como fluxo de fluido com interfaces móveis. Tem se interessado em usar a análise matemática para entender a precisão de métodos numéricos com o objetivo de melhorar seu projeto, especialmente para aqueles métodos onde as soluções são representadas por integrais singulares.
De 28 a 30 de junho de 2010 o departamento de matemática da Universidade Duke realizou uma conferência em sua homenagem.

## Publicações selecionadas
- Beale, J. Thomas (1976). «Spectral Properties of an Acoustic Boundary Condition». Indiana University Mathematics Journal. 25 (9): 895–917. JSTOR 24891055. doi:10.1512/iumj.1976.25.25071
- Beale, J. Thomas (1977). «Acoustic Scattering from Locally Reacting Surfaces». Indiana University Mathematics Journal. 26 (2): 199–222. Bibcode:1977IUMJ...26..199B. JSTOR 24891336. doi:10.1512/iumj.1977.26.26015
- Beale, J. Thomas; Majda, Andrew (1981). «Rates of convergence for viscous splitting of the Navier-Stokes equations». Mathematics of Computation. 37 (156): 243. doi:10.1090/S0025-5718-1981-0628693-0
- Beale, J. Thomas; Majda, Andrew (1982). «Vortex methods. I. Convergence in three dimensions». Mathematics of Computation. 39 (159): 1. doi:10.1090/S0025-5718-1982-0658212-5
- Beale, J. Thomas; Majda, Andrew (1982). «Vortex methods. II. Higher order accuracy in two and three dimensions». Mathematics of Computation. 39 (159): 29. doi:10.1090/S0025-5718-1982-0658213-7
- Beale, J. T.; Kato, T.; Majda, A. (1984). «Remarks on the breakdown of smooth solutions for the {\displaystyle 3}–{\displaystyle D} Euler equations». Communications in Mathematical Physics. 94 (1): 61–66. Bibcode:1984CMaPh..94...61B. doi:10.1007/BF01212349 (over 1600 citations)
- Beale, J. Thomas; Nishida, Takaaki (1985). Large-Time Behavior of Viscous Surface Waves. Col: University of Wisconsin-Madison Mathematics Research Center, MRC Technical Summary Report # 2809, Accession Number AD-A154 805. [S.l.]: Defense Technical Information Center
- Beale, J.T.; Majda, A. (1985). «High order accurate vortex methods with explicit velocity kernels». Journal of Computational Physics. 58 (2): 188–208. Bibcode:1985JCoPh..58..188B. doi:10.1016/0021-9991(85)90176-7
- Beale, J. Thomas (1985). «Large-time behavior of the Broadwell model of a discrete velocity gas». Communications in Mathematical Physics. 102 (2): 217–235. Bibcode:1985CMaPh.102..217B. doi:10.1007/BF01229378 (The Broadwell model was introduced in 1964 by James Eugene Broadwell.[8])
- Beale, J. Thomas (1986). «A convergent {\displaystyle 3}-D vortex method with grid-free stretching». Mathematics of Computation. 46 (174): 401. Bibcode:1986MaCom..46..401B. doi:10.1090/S0025-5718-1986-0829616-6
- Beale, J. Thomas (1986). «Large-time behavior of discrete velocity Boltzmann equations». Communications in Mathematical Physics. 106 (4): 659–678. Bibcode:1986CMaPh.106..659B. doi:10.1007/BF01463401
- Beale, J. Thomas (1988). «On the Accuracy of Vortex Methods at Large Times». Computational Fluid Dynamics and Reacting Gas Flows. Col: The IMA Volumes in Mathematics and Its Applications. 12. [S.l.: s.n.] pp. 19–32. ISBN 978-1-4612-8388-1. doi:10.1007/978-1-4612-3882-9_2
- Beale, J. Thomas; Hou, Thomas Y.; Lowengrub, John S. (1993). «Growth rates for the linearized motion of fluid interfaces away from equilibrium». Communications on Pure and Applied Mathematics. 46 (9): 1269–1301. doi:10.1002/cpa.3160460903
- Beale, J. Thomas; Greengard, Claude (1994). «Convergence of Euler-Stokes splitting of the Navier-Stokes equations». Communications on Pure and Applied Mathematics. 47 (8): 1083–1115. doi:10.1002/cpa.3160470805
- Bourgeois, Alfred J.; Beale, J. Thomas (1994). «Validity of the Quasigeostrophic Model for Large-Scale Flow in the Atmosphere and Ocean». SIAM Journal on Mathematical Analysis. 25 (4): 1023–1068. doi:10.1137/S0036141092234980
- Beale, J. Thomas; Hou, Thomas Y.; Lowengrub, John (1996). «Convergence of a Boundary Integral Method for Water Waves». SIAM Journal on Numerical Analysis. 33 (5): 1797–1843. doi:10.1137/S0036142993245750
- Beale, J. Thomas; Lai, Ming-Chih (2001). «A Method for Computing Nearly Singular Integrals». SIAM Journal on Numerical Analysis. 38 (6): 1902–1925. doi:10.1137/S0036142999362845
- Beale, J. Thomas (2004). «A Grid-Based Boundary Integral Method for Elliptic Problems in Three Dimensions». SIAM Journal on Numerical Analysis. 42 (2): 599–620. doi:10.1137/S0036142903420959
- Baker, Gregory R.; Beale, J.Thomas (2004). «Vortex blob methods applied to interfacial motion». Journal of Computational Physics. 196 (1): 233–258. Bibcode:2004JCoPh.196..233B. doi:10.1016/j.jcp.2003.10.023
- Beale, J. Thomas; Strain, John (2008). «Locally corrected semi-Lagrangian methods for Stokes flow with moving elastic interfaces». Journal of Computational Physics. 227 (8): 3896–3920. Bibcode:2008JCoPh.227.3896B. doi:10.1016/j.jcp.2007.11.047
- Beale, J. Thomas; Layton, Anita T. (2009). «A velocity decomposition approach for moving interfaces in viscous fluids». Journal of Computational Physics. 228 (9): 3358–3367. ISSN 0021-9991. doi:10.1016/j.jcp.2009.01.023
- Beale, J. Thomas (2009). «Smoothing Properties of Implicit Finite Difference Methods for a Diffusion Equation in Maximum Norm». SIAM Journal on Numerical Analysis. 47 (4): 2476–2495. doi:10.1137/080731645
- Tlupova, Svetlana; Beale, J. Thomas (2013). «Nearly Singular Integrals in 3D Stokes Flow». Communications in Computational Physics. 14 (5): 1207–1227. Bibcode:2013CCoPh..14.1207T. doi:10.4208/cicp.020812.080213a
- Beale, J. Thomas; Ying, Wenjun; Wilson, Jason R. (2016). «A Simple Method for Computing Singular or Nearly Singular Integrals on Closed Surfaces». Communications in Computational Physics. 20 (3): 733–753. Bibcode:2016CCoPh..20..733B. arXiv:1508.00265. doi:10.4208/cicp.030815.240216a